# Charles Bassey (piłkarz)
Charles Bassey – nigeryjski piłkarz grający na pozycji napastnika. W swojej karierze grał w reprezentacji Nigerii.

## Kariera klubowa
W swojej karierze piłkarskiej Bassey grał w klubie Calabar Rovers FC.

## Kariera reprezentacyjna
W 1980 roku Bassey został powołany do reprezentacji Nigerii na Puchar Narodów Afryki 1980. W tym pucharze był rezerwowym i nie rozegrał żadnego spotkania. Z Nigerią wywalczył mistrzostwo Afryki.